# Dicoccum fimicola
Dicoccum fimicola är en svampart som beskrevs av Tubaki 1954. Dicoccum fimicola ingår i släktet Dicoccum, divisionen sporsäcksvampar och riket svampar.   Inga underarter finns listade i Catalogue of Life.